# Luke McCaffrey
Luke McCaffrey (Highlands Ranch, 2 aprile 2001) è un giocatore di football americano statunitense che milita nel ruolo di wide receiver per i Washington Commanders della National Football League (NFL). Al college ha giocato prevalentemente da quarterback per Nebraska e Rice.

## Carriera universitaria
McCaffrey, originario di Highlands Ranch in Colorado, cominciò a giocare a football nella locale Valor Christian High School, dove fu allenato dal padre Ed. Nei primi anni giocò come wide receiver e defensive back, passando poi a giocare anche nel ruolo di quarterback. Valutato come un prospetto di alto livello per il college football (quattro stelle su cinque), ricevette offerte di borse di studio da vari college di primo piano come Colorado, Colorado State, Michigan, Buckeyes, UCLA e Mississippi, scegliendo infine di andare a giocare per l'Università del Nebraska-Lincoln, con i Cornhuskers che militano nella Big Ten Conference (B1G) della Divisione I della Football Bowl Subdivision (FBS) della NCAA.

### Nebraska Cornhuskers
Nel suo primo anno fece brevi apparizioni, giocando solo in quattro gare con 142 yard passate e due touchdown. All'inizio della stagione 2020 si giocò il posto di quarterback titolare con Adrian Martinez, con quest'ultimo che però prevalse. Giocò la sua prima gara da titolare contro Penn State in cui lanciò per 152 yard e un touchdown a cui aggiunse 67 yard corse e un touchdown. Fu rimesso in panchina dopo la sconfitta 41-23 subita contro Illinois. Chiuse la sua seconda stagione col Nebraska con sette presenze, di cui due da titolare, con 466 yard passate, un touchdown, sei intercetti più 65 corse per 364 yard e tre touchdown su corsa. Al termine della stagione McCaffrey decise di sfruttare l'opportunità di cambiare college.

### Rice Owls
Inizialmente McCaffrey si trasferì a Louisville ma dopo alcuni mesi scelse di andare all'Università Rice, con gli Owls che militavano nalle Conference USA (C-USA) e poi, dal 2023, passati nell'American Athletic Conference (AAC) della NCAA. Nella sua prima stagione con gli Owls si giocò il posto di quarterback titolare con Wiley Green, giocando in nove gare, tre da titolare.

#### Cambio di ruolo
Durante la fase di preparazione alla stagione 2022 McCaffrey fu spostato nel ruolo di wide receiver. Concluse l'annata come miglior ricevitore della squadra con 58 ricezioni per 723 yard e sei touchdown, malgrado dovette saltare le ultime tre gare della stagione regolare per un infortunio ad un'anca. McCaffrey si migliorò nella stagione successiva, chiusa con 72 ricezioni per 992 yard: con 13 touchdown segnati risultò il miglior ricevitore della conference, sesto in yard ricevute per partita (con 76,3) e quarto per ricezioni per gara (con 5,5), venendo inserito nel First-team All-AAC.
Terminata la sua esperienza al college ed in vista del suo passaggio tra i professionisti, McCaffrey fu invitato al Senior Bowl, partita organizzata per i prospetti più interessanti in uscita dal college per mettersi in mostra davanti ai selezionatori della NFL. Fu invitato quindi a partecipare alla NFL Scouting Combine, dove si mise in evidenza per le prestazioni realizzate in diverse prove.

### Statistiche e riconoscimenti al college
Premi e riconoscimenti
- First-team All-AAC (2023)

Statistiche al college
| 2019   | Nebraska | FBS Div. I | B1G    | 4  | 0  | 9  | 12  | 75,0 | 142 | 11,8 | 2 | 0  | 229,4 | 24  | 166 | 6,9  | 15 | 1 | 1   | 12    | 12,0 | 12 | 0  | 0  | 0   | 0 | 0 |
| 2020   | Nebraska | FBS Div. I | B1G    | 7  | 2  | 48 | 76  | 63,2 | 466 | 6,1  | 1 | 6  | 103,2 | 65  | 364 | 5,6  | 47 | 3 | 1   | 5     | 5,0  | 5  | 0  | 5  | 43  | 4 | 2 |
| 2021   | Rice     | FBS Div. I | C-USA  | 9  | 3  | 31 | 62  | 50,0 | 313 | 5,0  | 2 | 4  | 90,1  | 41  | 132 | 3,2  | 21 | 2 | -   | -     | -    | -  | -  | 8  | 70  | 3 | 3 |
| 2022   | Rice     | FBS Div. I | C-USA  | 11 | 10 | -  | -   | -    | -   | -    | - | -  | -,-   | 12  | 148 | 12,3 | 37 | 1 | 58  | 723   | 12,5 | 66 | 6  | -  | -   | 1 | 1 |
| 2023   | Rice     | FBS Div. I | AAC    | 13 | 13 | 0  | 2   | 0,0  | 0   | 0,0  | 0 | 0  | 0,0   | 15  | 117 | 7,8  | 40 | 0 | 71  | 992   | 14,0 | 51 | 13 | 0  | 0   | 1 | 1 |
| Totale | Totale   | Totale     | Totale | 44 | 29 | 88 | 152 | 57,9 | 921 | 6,1  | 5 | 10 | 106,5 | 157 | 927 | 5,9  | 40 | 7 | 131 | 1.732 | 13,2 | 66 | 19 | 13 | 113 | 9 | 7 |

Fonte: Football Database
In grassetto i record personali in carriera

## Carriera professionistica

### Washington Commanders
McCaffrey fu scelto nel corso del terzo giro (100ª scelta assoluta) del Draft NFL 2024 dai Washington Commanders. Il 10 maggio 2024 firmò il suo contratto da rookie, un quadriennale da 5,6 milioni di dollari, di cui 890.000 dollari garantiti alla firma. Debuttò nella come professionista nella gara del primo turno della stagione 2024, la sconfitta 20-37 contro i Tampa Bay Buccaneers, in cui fece registrare tre ricezioni per 18 yard. La settimana successiva disputò la prima gara come titolare contro i New York Giants, in cui non fece registrare alcuna ricezione. Nella partita del terzo turno, la vittoria 38-33 contro i Cincinnati Bengals, mise a tabellino tre ricezioni per 44 yard. La sua prima stagione si chiuse con 18 ricezioni per 168 yard disputando tutte le 17 partite, di cui 4 come titolare.

## Statistiche

### Stagione regolare
| Stagione | Stagione | Stagione | Stagione | Ricezioni | Ricezioni | Ricezioni | Ricezioni | Ricezioni |     | Fumble | Fumble |
| Anno     | Squadra  | P        | PT       | Ric       | Yard      | Media     | Max       | TD        | Fmb | Persi  |        |
| -------- | -------- | -------- | -------- | --------- | --------- | --------- | --------- | --------- | --- | ------ | ------ |
| 2024     | WAS      | 17       | 4        | 18        | 168       | 9,3       | 30        | 0         | 0   | 0      |        |
| Totale   | Totale   | 17       | 4        | 18        | 168       | 9,3       | 30        | 0         | 0   | 0      |        |

### Play-off
| Stagione | Stagione | Stagione | Stagione | Ricezioni | Ricezioni | Ricezioni | Ricezioni | Ricezioni |     | Fumble | Fumble |
| Anno     | Squadra  | P        | PT       | Ric       | Yard      | Media     | Max       | TD        | Fmb | Persi  |        |
| -------- | -------- | -------- | -------- | --------- | --------- | --------- | --------- | --------- | --- | ------ | ------ |
| 2024     | WAS      | 3        | 0        | 0         | 0         | 0,0       | 0         | 0         | 0   | 0      |        |
| Totale   | Totale   | 3        | 0        | 0         | 0         | 0,0       | 0         | 0         | 0   | 0      |        |

Fonte: Football Database

## Vita privata
McCaffrey è figlio di Ed che ha giocato come wide receiver nella NFL negli anni novanta con i New York Giants, i San Francisco 49ers e i Denver Broncos, vincendo tre Super Bowl, e poi è stato allenatore di football al college. Suo fratello Christian gioca come running back con i San Francisco 49ers.
Anche gli altri due fratelli hanno giocato football ad alti livelli: Max ha anch'esso giocato da ricevitore nella NFL per diverse franchigie, mentre Dylan ha giocato da quarterback titolare al college.